# Col du Grapillon
Le col du Grapillon est un col de montagne situé à 1 509 m d'altitude dans le massif de la Chartreuse entre La Cochette (1 618 m), au sud, et le mont Outheran (1 676 m), au nord.

## Accès
Le col n'est accessible qu'aux randonneurs, il relie Le Désert d'Entremont (commune d'Entremont-le-Vieux) à Saint-Thibaud-de-Couz, c'est la voie d'accès sud du mont Outheran et nord à la Cochette. L'accès le plus facile se fait depuis le col de la Cluse.

## Protection environnementale
Le col du Grapillon fait partie de la zone naturelle d'intérêt écologique, faunistique et floristique du mont Outheran.

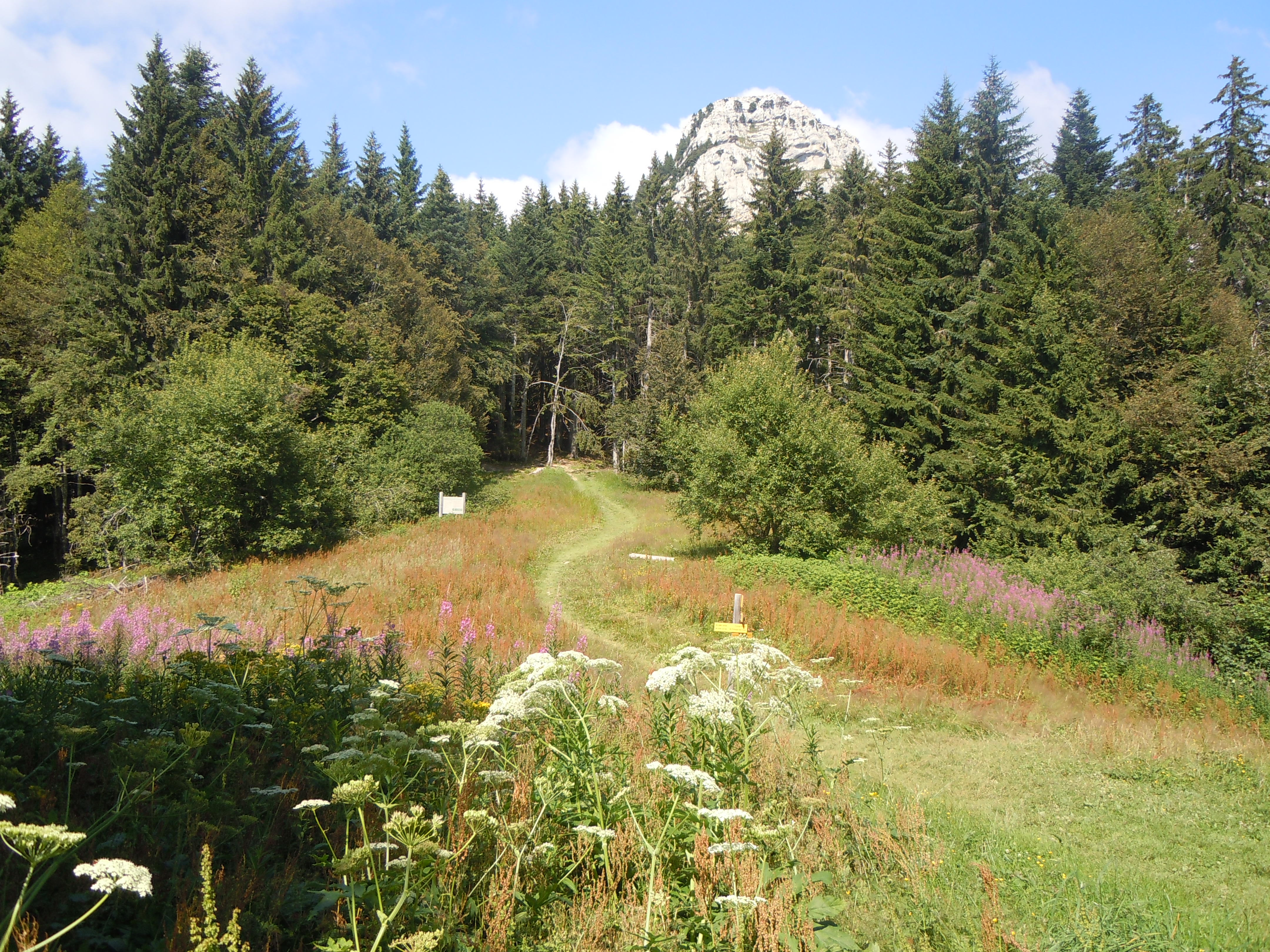
Mégaphorbiaie dans la clairière du col.